# Bunama jezik
Bunama jezik (kelelegeia; ISO 639-3: bdd), austronezijski jezik uže skupine papuan tip, kojim govori oko 4 000 ljudi (1993 SIL) na jugu otoka Normanby uprovinciji Milne Bay, Papua Nova Gvineja.
S još šest jezika čini podskupinu dobu-duau. Piše se na latinici. Postoje brojni dijalekti: bunama, barabara, sawatupwa, lomitawa, sipupu, weyoko, meudana, kerorogea, kumalahu, kasikasi, sawabwala.

## Vanjske poveznice
- Ethnologue (14th)
- Ethnologue (15th)